# Saint-Martin-Longueau
Saint-Martin-Longueau là một xã ở tỉnh Oise Hauts-de-France phía bắc Pháp. Xã Saint-Martin-Longueau nằm ở khu vực có độ cao trung bình 40 mét trên mực nước biển.